# Рогач, Мартин
Мартин Рогач (чеш. Martin Roháč) — чешский солдат, затем разбойник и убийца, с исторически самым большим количеством жертв в чешских землях. Со своей бандой в 1568—1571 годах убили 59 человек.

## Биография
Уроженец Велке Битеше. Участник австро-турецкой войны 1566—1568 годов. После подписания договора в Эдирне был уволен со службы. Вместе с ещё несколькими бывшими солдатами организовал разбойничью банду, которая начала грабить и убивать. Их жертвами становились купцы и ремесленники, а добычей деньги, товары, а иногда и просто одежда с убитых.
Первое убийство было совершено в Трансильвании, когда жертвами его банды стали 4 человека, у которых разбойники отобрали 24 золотых и одежду. Следующей жертвой стал купец неподалёку от Вены, у которого взяли 40 золотых, два ружья и одежду. Затем два убийства были совершены в Рагашпурке, на этот раз разбойники также добыли оружие.
Дальнейшие убийства совершались возле Ступавы, под Прешпорком, в Угерске-Градиште, Угерском Броде, у Банова, в Велких Биловичах и в Густопечах возле Брна, где убили троих мужчин за три штуки сукна. Дальнейшие убийства происходили в Уезде, Пошторне и у Иванчица.
После этих преступлений часть банды решила уйти, так как банда уже добралась до родных мест. С Мартином остались только Микулаш Мича из Пржедклаштежи возле Тишнова и Ян Чех. Жестокость банды только увеличилась. К примеру возле Мельника, за Чаславом и в Хрудиме банда убила трёх беременных женщин, вырезали у них четыре плода и у нерождённых детей вырезали сердца, почки и печень, которые потом сварили и съели. Они считали что это даст им мужество и силу для совершения разбоев и убийств.
В 1571 году в Тишнове был арестован Микулаш Мича. После этого на воле оставался только Мартин Рогач. Мича под пытками выдал убежище Рогача в Велких Битешах. Рогач был арестован и на дыбе сознался в своих преступлениях.
Приговор Мартину Рогачу был вынесен 7 февраля 1571 года. Он был так же жесток, как и совершённые им преступления. Мартина привязали к позорному столбу, отрезав ему фаланги пальцев. Затем на эшафоте его четвертовали, отрубив конечности. После чего он был посажен на кол, где и умер. Приведение приговора в исполнение проводил брновский палач со своими шестью помощниками.